# Zézé Mago
Zézé Mago, de son vrai nom Olivier Magoni, est un auteur-compositeur-interprète originaire de Nilvange près de Metz, et ayant vécu au Havre. Son nom de scène trouve son origine dans deux surnoms qui lui étaient attribués.

## Biographie
Avant de se lancer dans une carrière solo il a joué comme batteur dans les groupes Bloc 96 et Casablanca, époque à laquelle il commence à écrire ses premières chansons.
Sa musique est décrite comme un équilibre entre la variété française et le rock.
Il signe son premier album NOsEX chez V2 en 1997, réalisé et produit par Jérôme Soligny. Il s'est fait remarquer notamment avec le titre On s'attache ou encore 7e Rue . L'album est plutôt bien accueilli par la presse spécialisée,.
En 1999, il sort son deuxième album Demain, l'impossible, réalisé par Dominique Blanc-Francard.
En 2002, Zézé Mago sort Courant d'air réalisé par son ami Stéphane Saunier qui était le programmateur musical de l'émission Nulle part ailleurs. 
Il a joué entre autres avec Dolly, Louise attaque, Arno et Miossec.
En 2005, il donna une série de concerts avec les Montreurs d'Ours, où ses chansons croisèrent celles de Louis Ville et du P'tit Jézu, alias Piero Moioli, ancien du groupe Skaferlatine.
Entre 2012 et 2019, il joue de la guitare et chante au sein du groupe messin HouseRockers.

## Discographie
- 1997 : NosEx (V2 Music)
- 1999 : Demain, l'imposible (V2 Music)
- 2002 : Courant d'air (V2 Music)